# زبان پراچی

طایفه پراچی ار طایفهٔ آریائی بوده یکی از ملیتهای افغانستان است که دارای ‏فرهنگ و زبان مخصوص بنام پراچی میباشد‎. ‎مردمان پراچی در ولایات دری ‏پشتو و هندی زبانان افغانستان و پاکستان زندگی دارند‎. ‎
‏ مردمان بلند قد و زبیا بوده از نسل  آریای میباشد. این قوم  قبلاً  آتش برست بودند زبان شان ‏شباهت زیاد به هندی دارد . این قوم ابتدا در ولایت پروان جاگزین شد ه اند و بعدها به ‏طرف پغمان و کاپیسا و لوگر نیز نقل مکان نموده اند‎ 
پراچی ها اکنون در ۸ قریه در درهٔ شُتُل سالنگ ، در ۶ قریه درهٔ غُچولان، و در ‏‏۲۱ قریه در درهٔ پَچَغان ولسوالی نِجراب زندگی می‌نمایند. مردمان پراجی قرنها ‏قبل در ایران نیز هجرت  نموده بودند که فعلا هویت خودرا از دست داده اند. در ‏پغمان و در بعضی دره ها محلات بنام پراچی نام گذاری شده است‎. ‎بدین معنی که ‏وسعت این قوم قبلا زیاد بوده ولی به مرور زمان هویت خود را از دست داده زبان ‏غالب را بخود اختیار نموده اند‎. .

## زبان‎
زبان پراچی زبان دهم افغانستان بوده یکی از زبانهای آریائی نو جنوب شرقی ‏آریانا کهن می‌باشند .این زبان  مورد تهاجم زبانهای پشتو و دری  قرار گرفته‌اند و در ‏حال جان سپردن است. زبان  پراچی را می‌توان باز پسین مانده‌های گروه از زبانها ‏دانست که پیش از آنکه زبان غالب بر آنها مستولی شوند از گسترش مهمی بر خوردار ‏بوده‌اند. اکنون تنها در ۳ درهٔ دامنه‌های جنوبی هندوکش رواج دارد‎. 
تعداد متکلمان زبان پراچی در ۱۳۳۸ش/۱۹۵۹م حدود ۰۰۰‘۶ تا ۰۰۰‘۸ نفر بوده ‏است.  اکنون به ۲۰۰۰۰ رسیده است. کلمات دخیل در زبان پراچی در شتل غالباً منشأ فارسی کابلی، و در ‏غچولان و پچغان غالباً منشأ پَشه ئی و پشتو دارند‎.‎ بعضی ها زبان براچی را شاخه از پشه ای فکر می کنند که به‌کلی غلط است . زبان پشه ای ارموری کوهستانی براچی یکی از زبانهای  آریانا کهن بود.ه از قدیم در بعضی دره ها مروج بود.

## پراچی پغمان
دره  پغمان از سالهای قدیم  مسکن مردمان پشه بودند.  پشه ها در دره پشه ای پغمان زندگی مینمودند. چون پشه ها قرابت با پراچی ها داشتن  مردم پراچی نیز زندگی داشتند.  در زمان پادشاهی امیر تیمور قرغه چمتله فاضل بیک نیار بیک و برچی مسکن خان‌ها ترک شد.  درزمان عبدالرحمن خان در دره پغمان صرف برای خانواده سلطنتی تعمیرات  اعمارگردید. در زمان حبیب اله خان سرک بین پغمان وغازه شمالی توسط مهندس برکیت عبدالغیاث خان اعمار گردیده عده از مردم شمالی در اطرف دره مسکن گزین شدند. در زمان امان اله خان پغمان برای همه باز شد. مردم پراچی و پشه ای زبان خودرا از دست داده در اثر خویشاوندی با مردم شمالی در آن جامعه ناپدید شدند.

## کتاب درسی به زبان پراچی
اخیراً در  اثر سعی و تلاش بزرگ مرد پراچی جناب  اشرفی صاحب مرحوم چند جلد کتاب به زبان پراچی نوشته شده و به چاپ رسیده که در آن الفبای زبان پراچی درج است. امید است سایر دانشمندان این زبان  آن را توسعه بدهند و این میراث گران‌بها را تازه سازند.
.